# 莫綺雯
莫绮雯（英語：Aliza Mo，1987年9月14日—），出生于广西桂林市，香港女演员，模特。

## 生平
2012年，她以演出《一路向西》聞名。2013年，出演《妖媚城市》。同年7月，参演改编自香港作家李碧华《夜》系列原著小说改编而成的电影《奇幻夜》。2014年，参演焦洋导演喜剧电影《什么叫做爱2》，剧中担任女主角。

## 演出作品

### 电影
| 年份 | 中文名      | 角色   | 备注 |
| ---- | ----------- | ------ | ---- |
| 2012 | 一路向西    | Zoey   |      |
| 2012 | 流浪33天    | 領養者 |      |
| 2013 | 奇幻夜      | 珍妮   |      |
| 2013 | 一夜情深    | -      |      |
| 2013 | 妖媚城市    | 妓女   |      |
| 2014 | 什么叫做爱2 | 女神   |      |

## 链接
莫綺雯的新浪微博